# Melibe leonina
Melibe leonina (Gould, 1852) è un mollusco nudibranco appartenente alla famiglia Tethydidae.